# 渡辺光子
渡辺 光子（わたなべみつこ、1906年（明治39年）4月11日 - 2003年（平成15年））は昭和期の歌手。
他に和田春子等､多くの芸名がある。

## 経歴
東京都出身。東京高等音楽学院卒業後、東京音楽学校で教鞭をとる傍ら、レコード吹込みを行う。
1932年（昭和7年）には、7月に発売した「旅は青空」、和田春子名義で10月に発売したパーロフォンレコード「幌馬車の唄」、そして渡瀬春枝名義の11月発売「時雨ひととき」（池上利夫（松平晃）「忘られぬ花」B面）がそれぞれ別名で大ヒットを記録した。翌年も「街の流れ鳥」の大ヒットを飛ばすなど数々のヒット曲と共に、その別名の多さで知られた。
また、1937年（昭和12年）7月ポリドールレコード発売の「春の唄」も大ヒットする。この際は、結婚後名前が変わっていたので、月村姓となっている。国民歌謡からのヒット曲である。このように女性歌手では他に例をみない程、数々の芸名を使い分けていた非常に希有な存在の歌手だった。1933年前後が最も多くの名前を使い分けていた時期になる。数あるレコードの中では本人が両面を担当する際、別々の名前で歌い発売することもあった。芸名では他に川島信子、川瀬綾子、川辺綾子、川辺葭子、笹川銀子、島津千代子、田辺光子、月村光子、中村春枝、春海綾子、フローラ瑠璃子、紅小路満子、水野喜代子、水浪澄子などが確認されている。
1931(昭和6)年、電子楽器であるテルミンが日本に初めて輸入された時、聴衆の前でテルミンを演奏したという記録が残されている。また、自身がテルミンについて、音楽誌に述べた記事も現存する。
戦後は、宝塚音楽学校で教鞭を執った。
2003年（平成15年）、死去。享年97。

## 幌馬車の唄
昭和7年に発売した「幌馬車の唄」作詞:山田としを 作曲:原野為二は､当時日本統治下の台湾でもヒットして､戦後も愛唱された。侯孝賢監督作品映画「悲情城市」で劇中で歌われ､同監督「好男好女」の原作､藍博洲著『幌馬車の歌』はこの唄がモチーフとなっている｡
- 田村志津枝著『悲情城市の人びと 台湾と日本のうた』（晶文社）(1992年)ISBN 978-4794961037
- 藍博洲（中国語版）著『幌馬車の歌』（間ふさ子・妹尾加代・塩森由岐子訳、草風館、2006年)ISBN 978-4883231652

## ヒット曲
- 哀しき口笛（1932年）
- 旅は青空（1932年）大ヒット
- 叱られて（1932年）*川路美子
- かへらぬ恋（1932年）*川路美子
- 幌馬車の唄（1932年）*和田春子、大ヒット
- 時雨ひととき（1932年）*渡瀬春枝、大ヒット
- 強くなってね（1933年）
- 愁ひ（1933年）
- 未來花の歌（1933年）
- 街の流れ鳥（1933年）大ヒット
- 在りし日の君（1933年）*伊達光子
- 嫁ぐ日ちかく（1936年）*月村光子
- 春の唄（1937年）*月村光子、大ヒット

## 舞台出演
- 1929年12月3～29日　日本楽劇協会公演『堕ちたる天女』天女（歌舞伎座）
- 1930年3月26・27日・4月2日　日本楽劇協会公演『椿姫』フローラ（歌舞伎座）[1]

## 注
1. ↑  増井敬二・昭和音楽大学オペラ研究所『日本オペラ史　～1952』（水曜社）p204。